# L'enigma
L'enigma (L'Énigme de la Riviera) è un film muto del 1915 diretto da Léonce Perret.

## Produzione
Il film fu prodotto dalla Société des Etablissements L. Gaumont.

## Distribuzione
Distribuito dalla Société des Etablissements L. Gaumont, il film uscì nelle sale francesi il 3 febbraio 1915. In Italia uscì nell'ottobre 1915.